# Понтиак
Вижте пояснителната страница за други значения на Понтиак.
„Pontiac“ е бивш производител и марка на американски автомобили, поделение на корпорацията General Motors.
Създаден е през 1926 г. Названието си брандът получава в чест на индианския вожд Понтиак, който през 1763 – 1766 г. се бори против британските колонисти в околностите на Големите езера и на териториите на днешните щати Илинойс и Охайо. Главната квартира на „Pontiac“ е в град Детройт, щата Мичиган.
В края на 2008 и началото на 2009 г., на фона на финансови проблеми и усилия за преструктуриране, General Motors обявява, че ще прекрати производството и търговията с автомобили под марката Pontiac до края на 2010 г. и се фокусира върху четири основни марки в Северна Америка: Chevrolet, Buick, Cadillac и GMC. Последните коли с емблемата Pontiac са произведени през декември 2009 г.